# Мануел Виторино
Мануел Виторино Перейра (на португалски: Manuel Vitorino Pereira; 30 януари 1853 – 9 ноември 1902) е бразилски писател, лекар и политик – вицепрезидент на Бразилия (1894 – 1898) при управлението на Пруденте де Морайс и временно изпълняващ длъжността Президент на Републиката в период от четири месеца (10 ноември 1896 г. – 2 март 1897 г.) Преди да стане вицепрезидент на страната, Мануел Виторино е бил губернотор на Баия и член на Федералния сенат, избран от същия щат.

## Биография
Мануел Виторино е роден на 30 януари 1853 г. в Салвадор, Баия, Бразилия. Баща му е дърводелец, поради кето детството на Мануел преминава в лишения. През 1876 г. Мануел завършва медицински университет с докторат по паразитни тропически болести. През 1877 г. заминава за Европа, където в продължение на няколко години практикува медицина в Париж, Виена, Берлин и Лондон.
След като се завръща в Баия, Виторино започва работа като професор в Медицинския университет на Баия, където е назначен за временно завеждащ катедрата по патоанатомия. На 5 август 1883 г. печели конкурс за завеждащ клиниката по хирургия към Медицинския университет.
Активната политическа кариера на Виторино започва през 1885 г., когато е назначен за секретар на Либералната партия в Баия и член на редакцията на щатския вестник Diario da Bahia. От страниците на местната преса той агитира за отмяна на робството и монархията, както и срещу пожизненото членство в горната камара на конгреса. През този период Виторино заема и директорския пост на Лицея за изкуства и занаяти, който успява да трансформира от стара и консервативна институция в модерно учебно заведение, създавайки нова библиотека и прилагайки модерни за времето си нововъведения в процесите на обучение.
Към края на Втората империя Мануел Виторино е предложен за поста Пожизнен председател на провинция Баия, но той отхвърля категорично предложението.
След отмяната на монархията и провъзгласяването на Бразилия за република, Мануел Виторино е назначен за губернатор на щата Баия на 23 ноември 1889 г. По време на управлението на Баия Мануел Виторино се опитва да модернизира щатската администрация, създава цивилна полиция и се съсредоточава върху развитието на образованието в щата. Като професор в Медицинския университет на Баия и бивш директор на Лицея за изкуства и занаяти, Виторино начертава насока за реформиране на щатската образователна система. Той създава специална комисия за образованието, на която е председател, включвайки в нея и видни просветни дейци от щата, като Ернесто Рибейро, Сатиро Диас и Виржилио Дамазио (видни медици, лингвисти и педагози). Комисията излиза с проект, който предвижда създаване на фонд за образованието, който да подпомага достъпа до скъпото образоване на общинско и щатско равнище, регулира приема в училищата, въвежда възпитание по лична хигиена и т.н. Предвижда и насърчаване на инвестициите в образованието, чрез данъчни стимули за компании, които инвестират средства за строеж на училищни сгради. Предложенията на комисията обаче се оказват твърде революционни за консервативното общество на щата и срещат остра политическа съпротива, което в крайна сметка струва и поста на Виторино – на 26 април 1890 г. той е заменен на поста от Ермес Ернесто да Фонсека, който е по-малък брат на президента Деодоро да Фонсека. Новият губернатор за кратко време успява да отмени почти всички либерални реформи на Мануел Виторино.
След отстраняването му от длъжност Мануел Виторино е избран за член на Учредителното събрание и Сената на Баия.
През 1892 г. Мануел Виторино е избран за федерален сенатор от щата Баия и става член на Федералния сенат. Кандидатира се на президентските избори през 1894 г. и е избран за вицепрезидент на Републиката при управлението на президента Пруденте де Морайс. Като вицепрезидент на Републиката Мануел Виторино е и председател на Федералния сенат. С него се свързва и първата организирана кампания за попълване фонда на Библиотеката на Сената (създадена е още през 1826 г.) – направена е първата поръчка за закупуване на 500 тома различни заглавия.
На 10 ноември 1896 г. Мануел Виторино встъпва временно в длъжност Президент на Републиката, тъй като титулярът Пруденте де Морайс се оттегля, за да се възстановява от хирургическа операция. Притежавайки различни политически възгледи от тези на президента Де Морайс, Мануел Виторино прави реорганизация на кабинета, назначавайки нови министри и премествайки седалището му от двореца Итамарати в специално закупения за целта дворец Катете. Мануел Виторино дори се опитва да убеди Де Маройс да подаде оставка в негова полза. Страхувайки се за поста си, Пруденте е принуден да се върне във властта в началото на март 1897 г., без да се е възстановил напълно.
След края на конституционния мандат на Пруденте де Морайс Мануел Виторино се оттегля от политиката и прекарва остатъка от живота си, занимавайки се с медицина и публицистика. Умира на 9 ноември 1902 г.